# تیم ملی فوتبال ساحلی هند
تیم ملی فوتبال ساحلی هند، نماینده هند در مسابقات بین‌المللی فوتسال و یکی از تیم‌های فوتسال آسیایی است. 